# Sano (Supermarkt)
Die SANO sp. z o.o. war ein polnisches Handelsunternehmen, das unter dem Namen Sano (Eigenschreibweise: sano) Supermärkte betrieb. Das Unternehmen, das seinen Sitz in Koszalin hatte, verschmolz im Januar 2019 auf die Stokrotka Sp. z o.o.

## Geschichte

### Gründung und erste Entwicklung (1990–2013)
Die Unternehmensgründung von Sano als Spółka cywilna (s.c.), was in etwa einer GbR entspricht, erfolgte im November 1990, durch Leszek Kołecki, Ireneusz Kwiatkowski und Dariusz Nowosad. 1999 wurde die Gesellschaft als Sacheinlage in die SANO sp. z o.o. eingebracht. Zu den Gesellschaftern kamen Grzegorz Batyński und Wiesław Miśko hinzu. Bis 2006 konnten zwölf Märkte eröffnet werden. Das Geschäftsjahr 2008 konnte mit einem Umsatz von über 200 Millionen Złoty abgeschlossen werden. Ein geplanter Börsengang, der erstmals ab Ende 2010 in Planung auftauchte, wurde schließlich nicht umgesetzt. Die Filialanzahl belief sich im Februar 2011 auf 18. Die Standorte befanden sich in Białogard, Człochów, Gryfice, Kołobrzeg, Koszalin, Połczyn-Zdrój, Słupsk und Szczecinek, wobei sich die Hälfte der damaligen Standorte in Koszalin befanden. Im Herbst 2011 wurde ein eigener Onlineshop gestartet. Nachdem sich der Umsatz für 2011 auf 195,4 Millionen Złoty belief, wurde ein Jahr später ein Umsatz von 208,8 Millionen Złoty erreicht.

### Verkauf an Maxima und Umflaggung auf Stokrotka (2014–2019)
Sano wurde 2014 vom zypriotischen Fonds Miglione Investment übernommen, der eine Verbindung zur litauischen Maxima-Gruppe hat. Nachdem im Januar 2014 die Übernahme des Unternehmens PPHU Edbol freigegeben wurde, wurden die zum Unternehmen gehörenden AS-Market-Standorte ab 2015 auf Sano umgeflaggt. Alle zehn Standorte von AS Market befanden sich in Bydgoszcz, wo 1996 auch der erste Markt eröffnet wurde. 2017 verfügte das Unternehmen über 36 Filialen. Das Unternehmen beschäftigte zu diesem Zeitpunkt über 900 Mitarbeiter und erwirtschaftete im gleichen Geschäftsjahr einen Umsatz von 71 Millionen Euro. Im April 2018 wurde bekannt, dass Stokrotka, eine zur Maxima-Gruppe gehörende Kette Sano übernehmen wird. Sano wurde schließlich auf Stokrotka umgeflaggt, die Fusion der beiden Unternehmen erfolgte Anfang 2019. Der Umflaggungsprozess begann am 14. Februar 2019 mit den ersten neun Filialen in Bydgoszcz, am 11. April 2019 wurde die Umflaggung mit Filialen in Człuchów und Szczecinek abgeschlossen. Das Motto der Umflaggung lautete Teraz Sano = Stokrotka (dt.: Jetzt Sano = Stokrotka).

## Tochtergesellschaft
Der Bäckereibetrieb Prywatnej Piekarni w Mielnie BAMI Sp. z o.o. war eine Tochtergesellschaft und belieferte sowohl die Sano-Märkte, als auch lokale Geschäfte mit Backwaren. Sitz des Unternehmens war Mielno.